# 諸羅鳥榕王
23°28′02″N 120°24′56″E / 23.467248°N 120.415567°E
諸羅鳥榕王，是位於臺灣嘉義市西區劉厝里劉厝公園的雀榕，被地方視為神樹。

## 歷史

### 原生環境

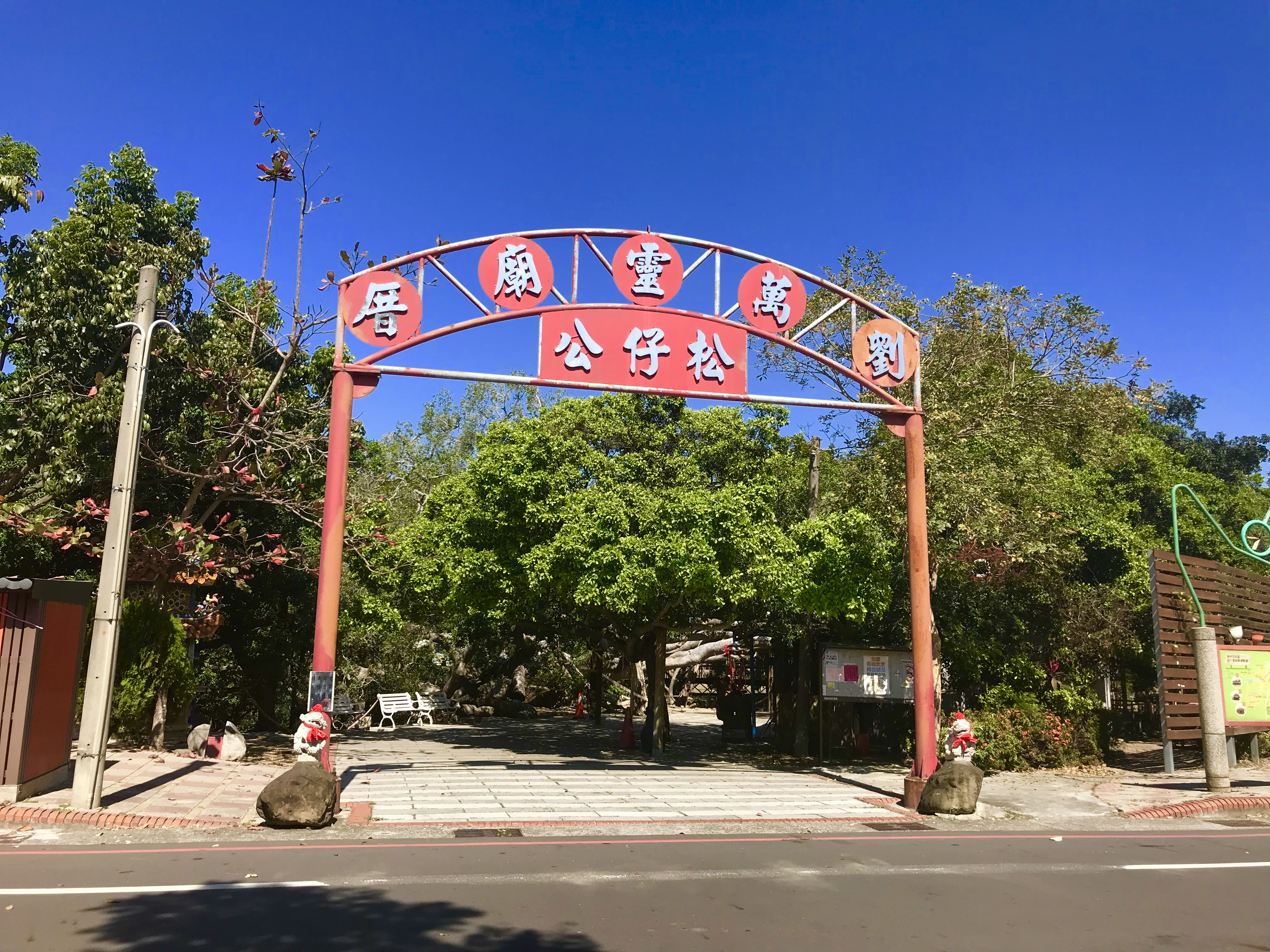
入口

當地劉厝里里長陳孟雄回憶，此樹在他小時候就存在，當年附近都是公墓和林投樹，十分荒涼，路又小，平常人煙罕至。傳說日治時期，日本人派兵要將此樹砍除，不料，要去砍伐的士兵們突然生起怪病，老榕樹並託夢給日本軍官，停止砍伐後，士兵們都不藥而癒，因而受到村民崇敬。
此樹又稱「青仔公」。樹下原來建有一座迷你的「松王公」，後來信徒又在樹下建造一座小廟，安置孤魂野鬼，稱為「萬靈公」，當年安座日為農曆九月廿九日，故選定這天為聖誕千秋日。居民認為二二八事件在嘉義北回歸線標誌死亡的往生者，魂魄都在此樹「大鵬穴」聚集。1977年成立萬靈公廟管理委員會，由陳金鐘擔任主任委員，募款籌措基金，並整理附近環境重新規劃建築，如八角亭、荷花池、長春俱樂部、柏油路面等，日久，當地成為居民休憩的場所。此樹與附近的老芒果樹都是當地有名氣的地標。

劉厝萬靈廟

陳孟雄表示，大家樂、六合彩盛行時，來求明牌的民眾踴躍，樹下時有一灘灘供信徒求明牌的沙或麵粉，廟內則是有信眾以手轎、香問明牌，愈夜愈熱鬧，連攤販都聚集在此。當時此樹還作為賭博電影《瘋狂大家樂》場景。該電影為七賢電影公司所推出，林清介執導，張純芳、顏鳳嬌等人主演，吸引各地戲院主動要求參加聯映，特別是大家樂賭博最盛行的台中、嘉義和台南等地區，在1986年9月17日上映。上映後，引來各地民眾前來求明牌，管理單位遂用樂迷獻金，擴建位於樹下的萬靈公廟，廟內供奉榕王公、萬應公及土地公。曾參與盛會的市民賴能說，榕樹公及萬應公很靈驗，曾出明牌讓不少人簽中，農曆九月廿八日榕樹公及萬應公千秋，戲棚一天就有二、三十棚一起演出，曾經連演了近一個月。
大家樂衰退後，鳥榕王失去人潮，且因與公墓為鄰，僅有少數社區居民偶爾前來泡茶聊天。1994年省農林廳出版的全省珍貴老樹專書，將此樹列入其中，並記錄樹圍有七點七三公尺、樹高十二公尺。廟旁解說碑為陳孟雄於1996年爭取，載名此樹名「諸羅鳥榕王」由來為取自市長張博雅。1996年，慶典日還頒獎表揚六名平常義務協助整理環境的義工，分別是葉成一、廖申戴、申保祥、陳文樹、陳水返、陳顏不纏。

### 建為公園
2000年初，市府辦理劉厝區段徵收，此樹附近公墓完全遷出，且四周均開闢道路，並將周遭約兩公頃餘土地規劃作為劉厝公園用地。但受經費限制，開闢公園進度緩慢，劉厝社區發展協會推動社區營造，發動居民自行打造榕樹公園。2003年12月7日，劉厝社區發展協會在此舉辦成果發表會及寫生比賽。在打造榕樹公園過程中，傳出榕王公二度顯靈糾正施工。劉厝社區發展協會總幹事魏正城表示，協會委請楊姓包商施作鳥榕王繁衍的一株小榕樹樹座圍台，他告訴包商要做八卦台，但包商認為四方形較容易施工，擅自改為四方台，當晚九時餘，楊姓包商在家洗髮時，竟聽到背後有人質問，嚇得立刻穿好衣服，連夜趕到榕樹公園，將完工的圍台拆除重做。還有一件鐘乳石被發展協會曾姓常務理事徵得物主同意拿回家，當天中午在家午睡時，聽到有人質問，立刻將該件鐘乳石搬回原處，並上香向榕王公致歉。
諸羅鳥榕王委由嘉義大學定期檢視生長情形及進行病蟲害防治。2005年，市府將此樹納入港坪花卉區自行車路網的觀光景點。2007年7月完成開發闢建為劉厝公園。2009年3月，進行二期改善工程發包，清除樹根水泥。2010年10月28日，市府在此舉行劉厝公園水圳生態景觀工程期初簡報，將斥資1千多萬元對此進行環境規劃。2012年11月15日到18日，因該樹感染褐根病，市府在這期間辦理搶救老樹宣傳活動。
2017年10月11日近中午，諸羅鳥榕王樹幹自中間往四周裂開，右側樹幹傾倒壓毀涼亭。同月13日，嘉市府建設處會同嘉義大學助理教授詹明勳診治，將這棵估計約180年樹齡的此樹剪斷清理再投藥治療。次年，市府向農委會林務局爭取到受保護樹木補助款，規劃委託醫樹專家，啟動保護計畫，於該年5月發包，颱風季節前完成。